# Hippotion
Hippotion é um gênero de mariposa pertencente à família Bombycidae.

Hippotion boerhaviae
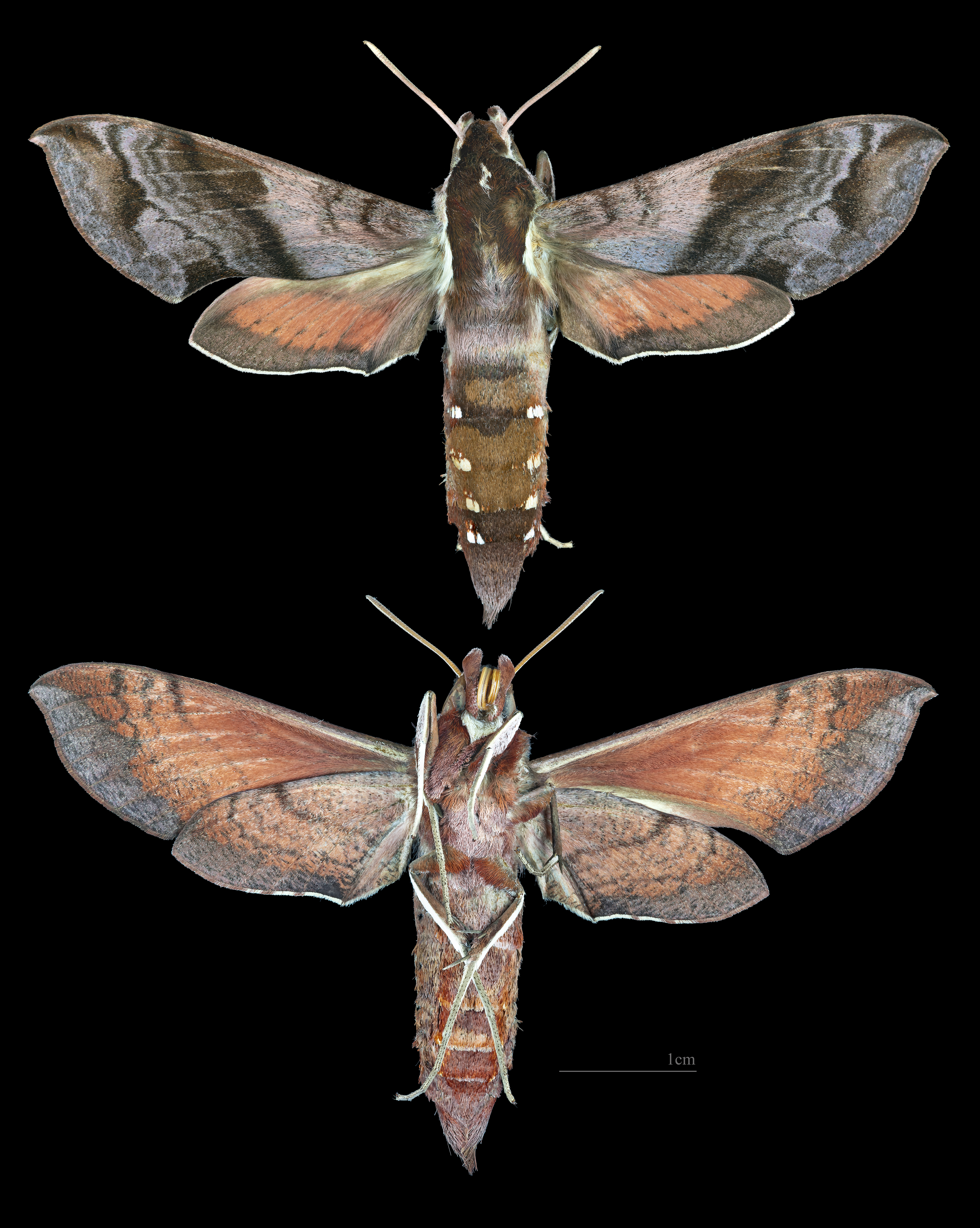
Hippotion brennus
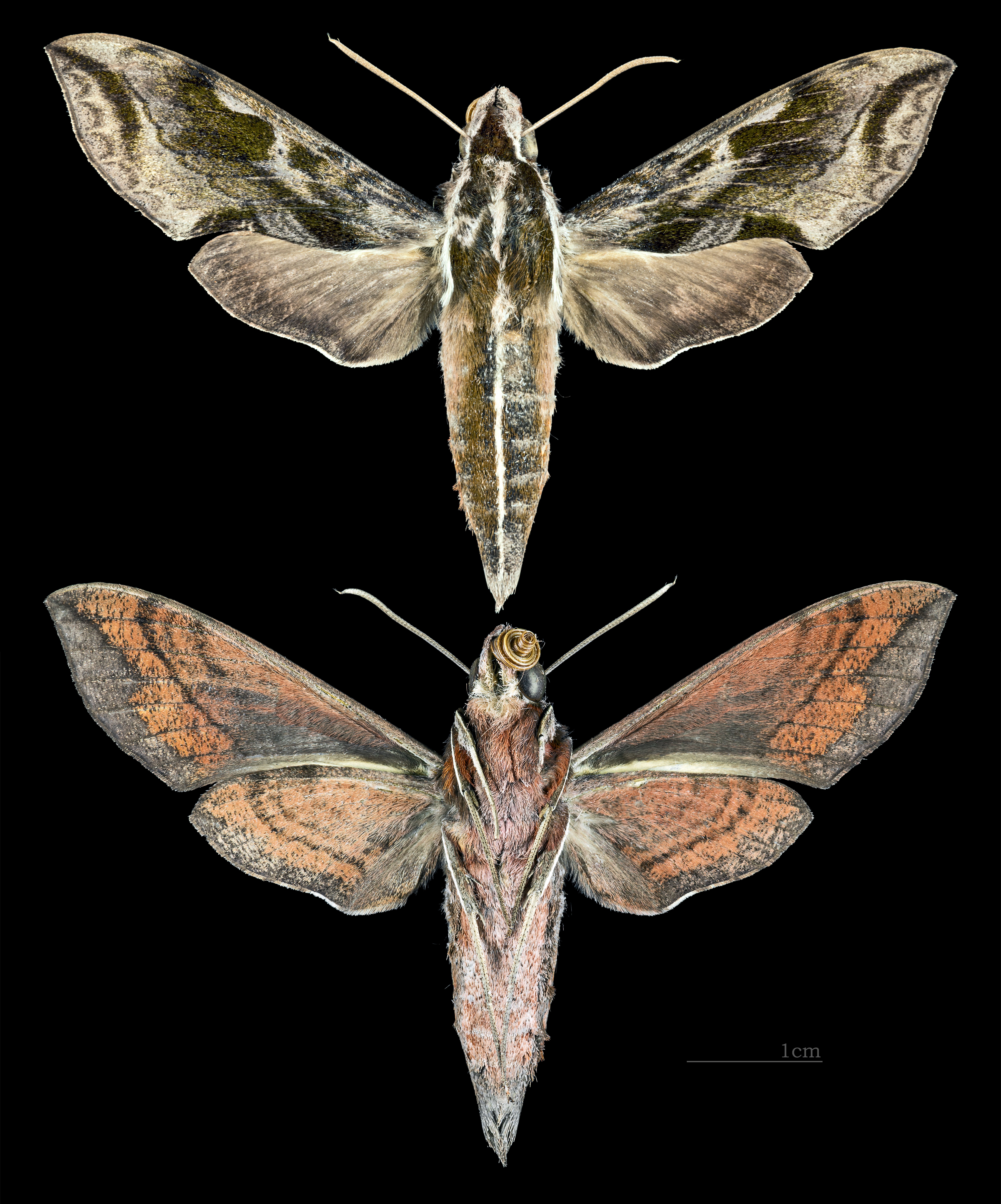
Hippotion brunnea
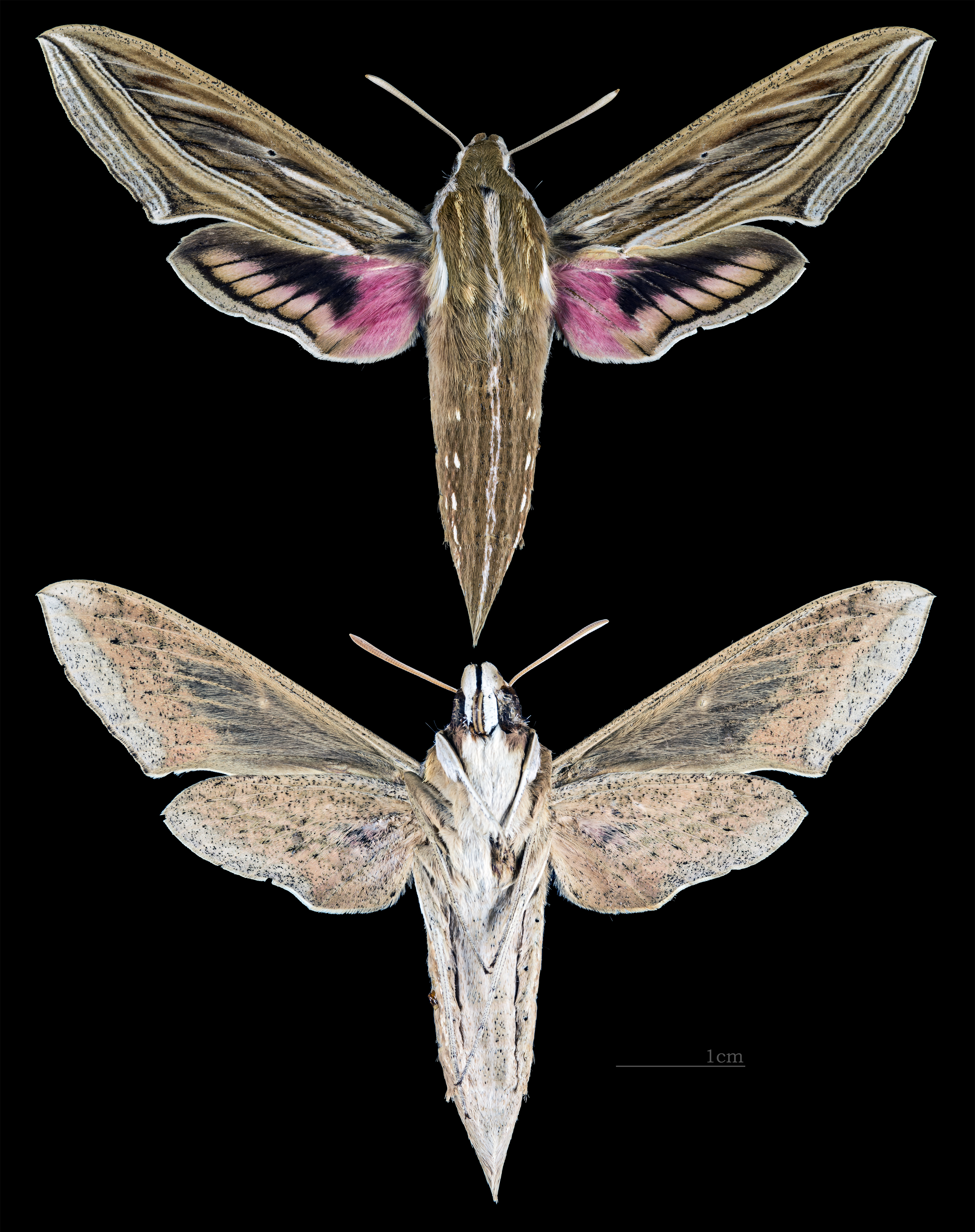
Hippotion celerio
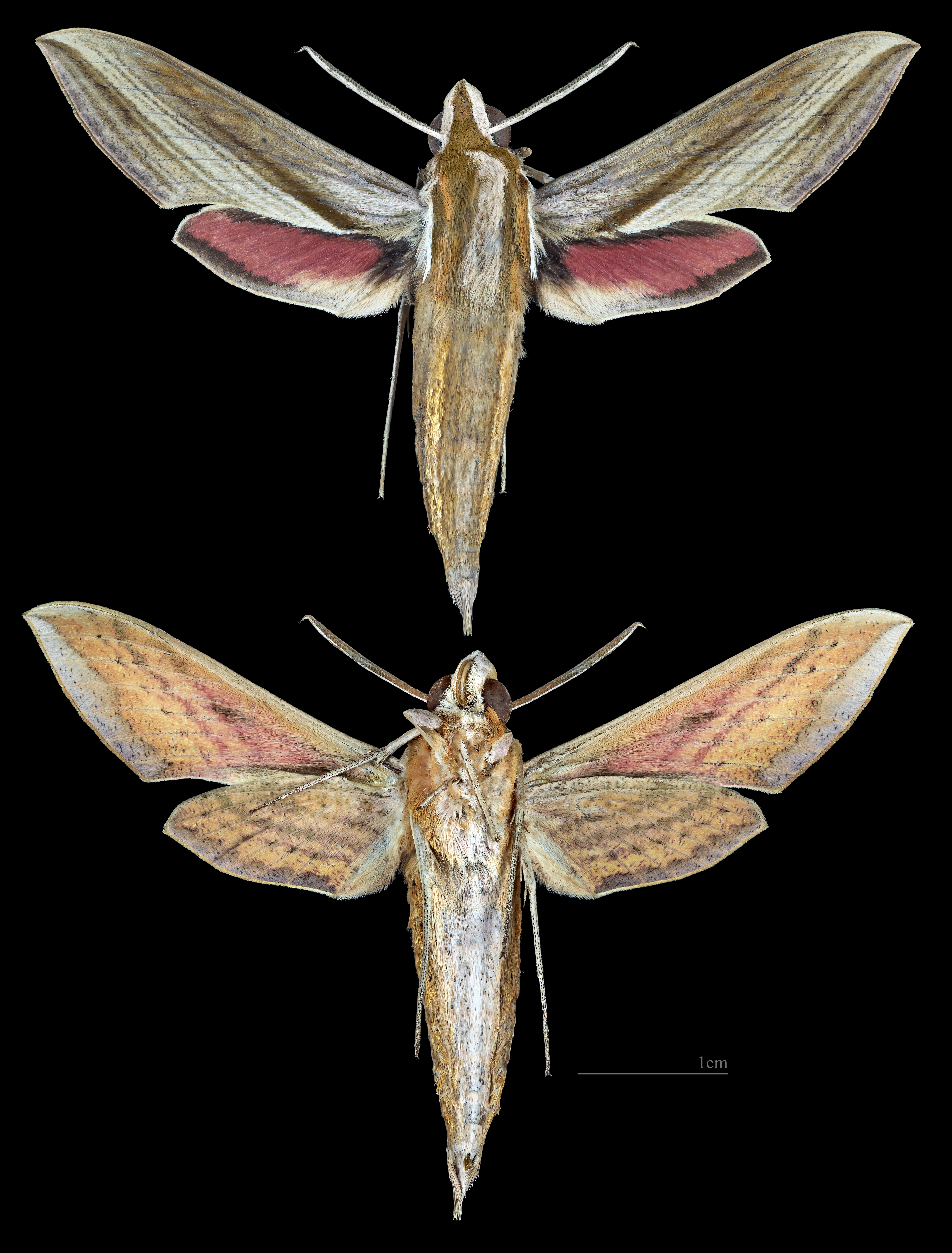
Hippotion echeclus
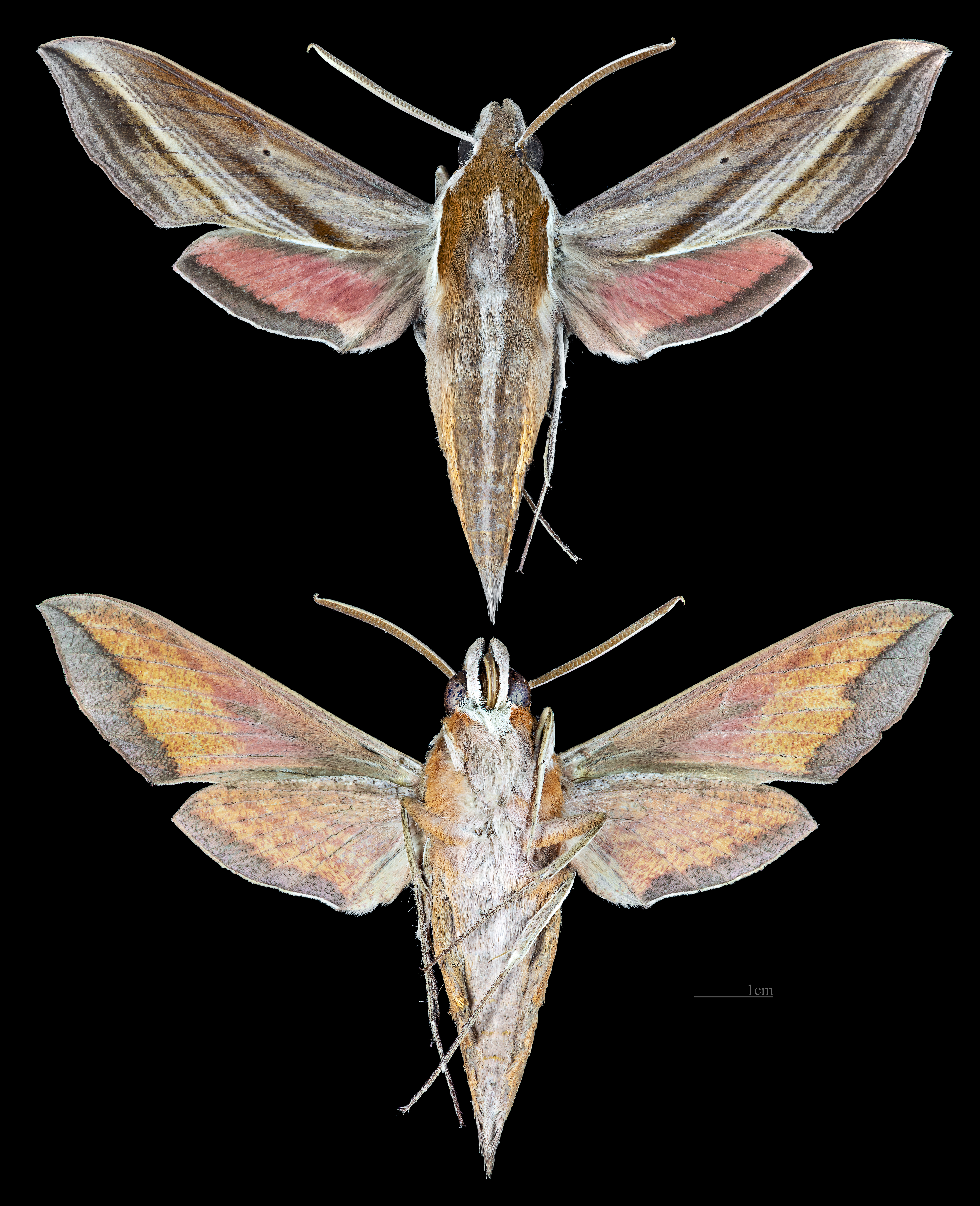
Hippotion rafflesii
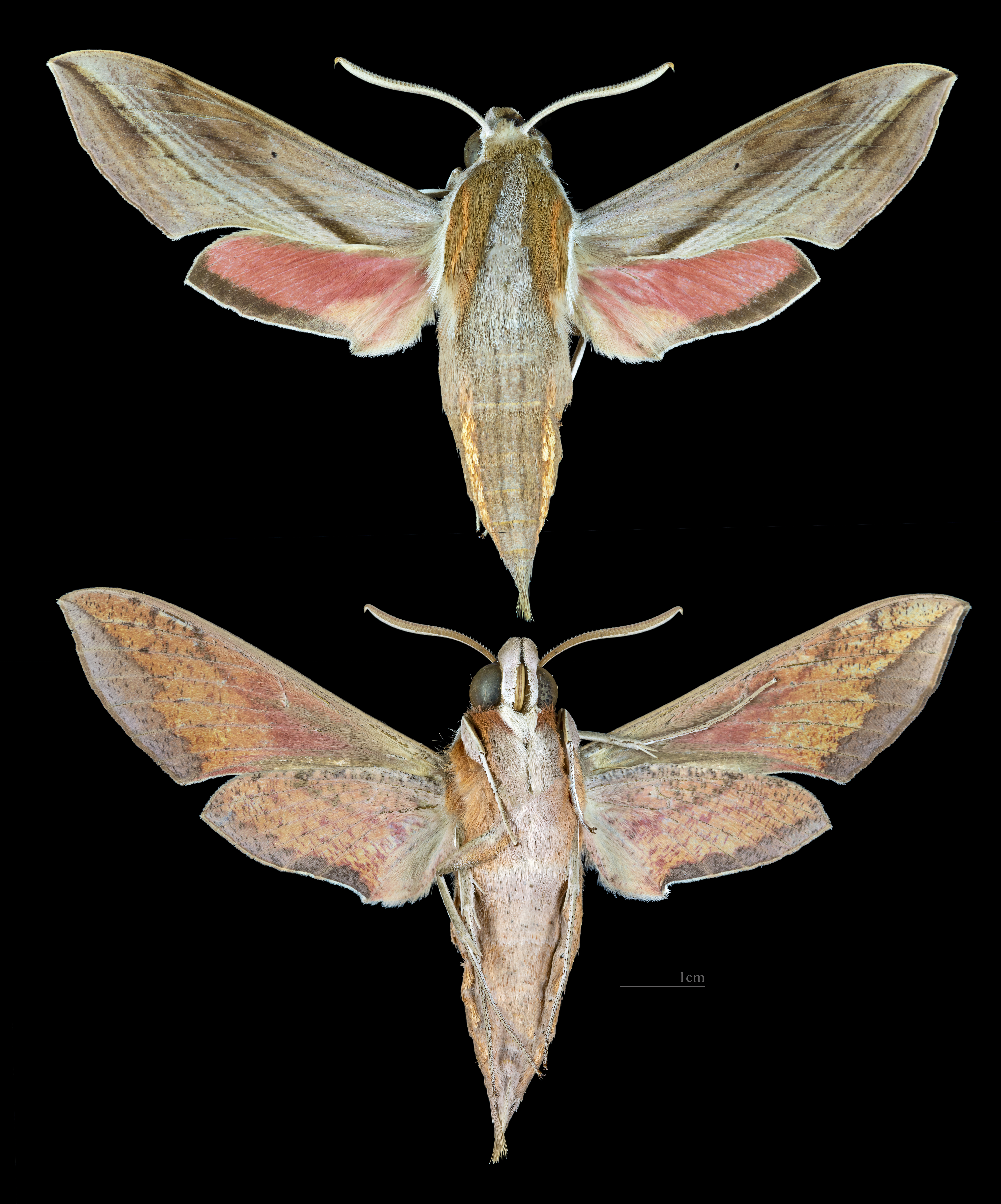
Hippotion rosetta
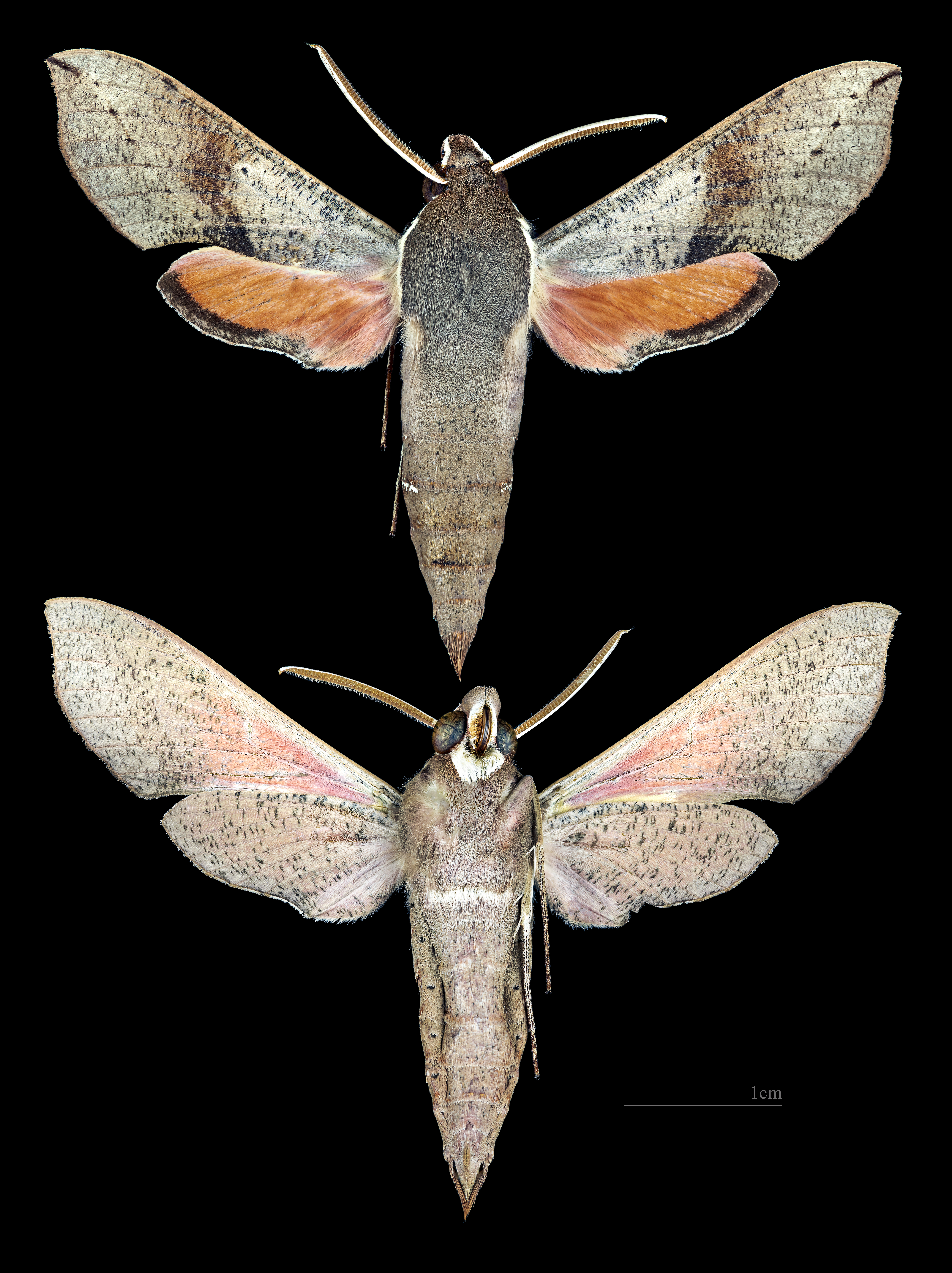
Hippotion scrofa
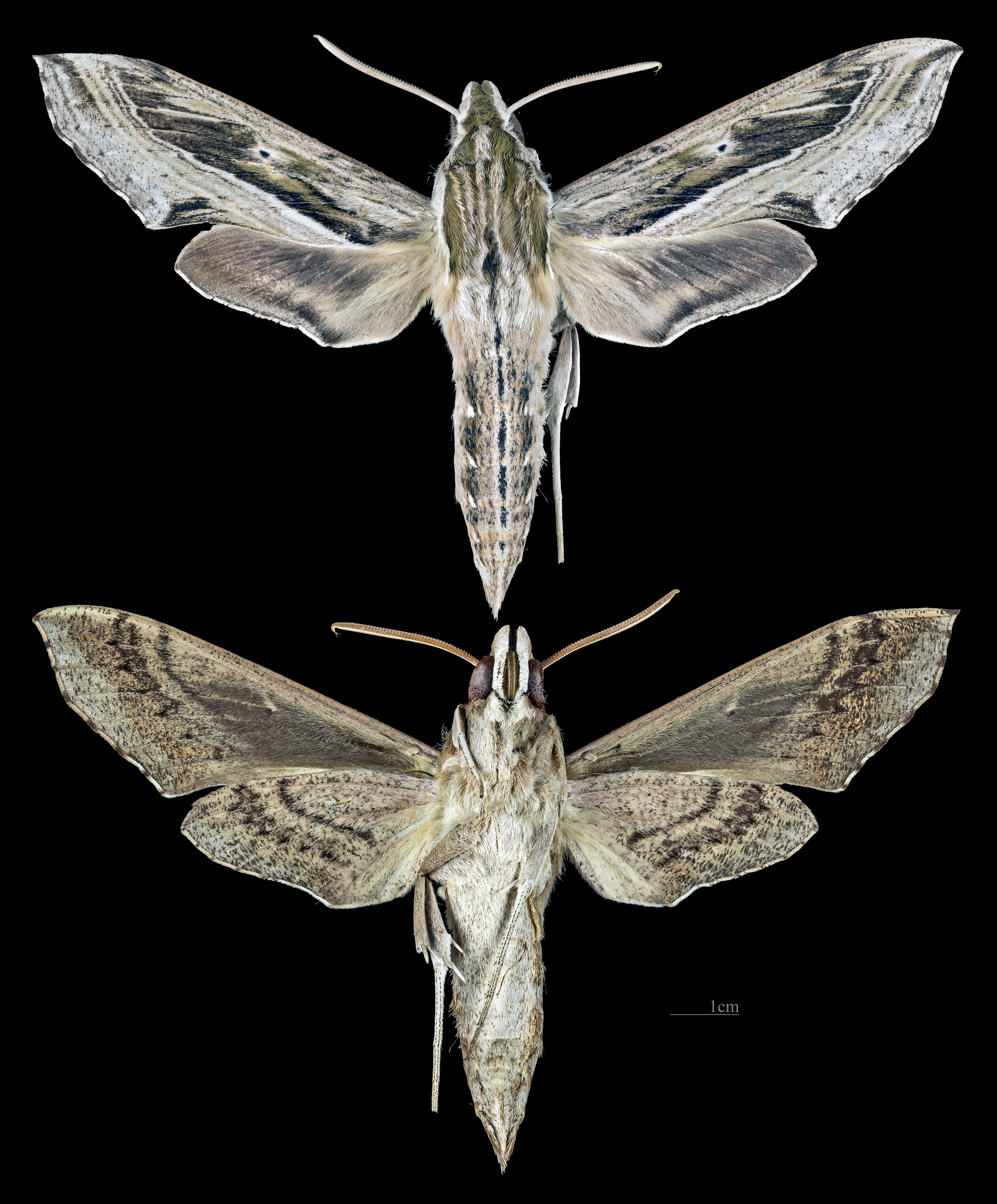
Hippotion velox